# Museo Orientale Umberto Scerrato
Il Museo Orientale Umberto Scerrato è un ente didattico dell'Università "L'Orientale" di Napoli, costituito dal centro museale vero e proprio, da una biblioteca e da un laboratorio archeologico. È intitolato alla memoria del professor Umberto Scerrato, suo principale fautore, e raccoglitore di alcuni tra i pezzi esposti afferenti al mondo islamico.

## La storia del Museo
Il Museo Orientale Umberto Scerrato fa parte, insieme con il Museo della Società africana d'Italia, del sistema museale dell'Università degli studi di Napoli "L'Orientale". Inaugurato nel novembre del 2012 raccoglie materiali acquisiti dall'Ateneo sin dagli anni Sessanta del Novecento, provenienti dall'Africa e dall'Asia, e un patrimonio librario di tema archeologico e storico-artistico.

## Collezione
La collezione comprende sigilli vicino-orientali, reperti dal Sudan orientale, dall'Eritrea e dall'Etiopia, sculture dell'India di Nordovest, un'ampia sezione islamica (stele funerarie e manufatti in ceramica e metallo), porcellane cinesi. Plastici ricostruttivi relativi ad architetture sudarabiche e a specifici monumenti di area iranica, cinese e giapponese completano la collezione.